# ثروتمندی و فقیری
ثروتمندی و فقیری (به هندی: Amiri Garibi) فیلمی محصول سال ۱۹۹۰ و به کارگردانی هارمش مالهوترا است. در این فیلم بازیگرانی همچون جیتندرا، ریکا، ریشی کاپور، پونام دیلون، راج بابار، نیلم کوتهاری، سوشما ست، شاکتی کاپور، پران و روهینی هاتانگادی ایفای نقش کرده‌اند.